# Goniochilus
Goniochilus là một chi các loài cây có hoa trong họ Orchidaceae.